# International Soccer League II
|  | No s'ha de confondre amb International Soccer League I. |

La International Soccer League (ISL) fou una competició futbolística professional disputada per clubs internacionals als Estats Units que estigué activa entre 1960 i 1965.
Era afiliada a l'American Soccer League, i la idea principal, més tard desestimada, fou que fos una Copa del Mon per a clubs.
La competició desaparegué el 1965, no tant per les pèrdues econòmiques, sinó per l'hostilitat de la federació (USSFA), que no volia perdre el control del futbol al país. Aquest any, la federació prohibí el promotor William D. Cox importar equips als Estats Units i amenaçà de declarar la ISL fora de la llei. Malgrat la competició jugà la seva darrera temporada el 1965, dos anys més tard, el 1967, aquest model de competició fou adoptat per la United Soccer Association (USA) que importà equips forans, però aquest cop canviant-los el nom. Pel que fa a Cox, el 1967 fou un dels promotor de la nova National Professional Soccer League.

## Historial
Fonts:
| Temporada | Campió               | Trophy Section I   | Trophy Section II    |
| --------- | -------------------- | ------------------ | -------------------- |
| 1960      | Bangu Atlético Clube | Kilmarnock FC      | Bangu Atlético Clube |
| 1961      | Dukla Praga          | Everton FC         | Dukla Praga          |
| 1962      | America FC (RJ)      | America FC (RJ)    | CF Os Belenenses     |
| 1963      | West Ham United FC   | West Ham United FC | Gornik Zabrze        |
| 1964      | Zagłębie Sosnowiec   | SV Werder Bremen   | Zagłębie Sosnowiec   |
| 1965      | Polonia Bytom        | New York Americans | Polonia Bytom        |

### American Challenge Cup

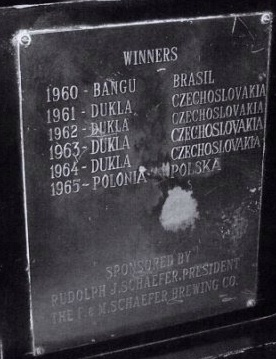
Campions da l'American Challenge Cup.

El 1962, la ISL inicià una competició anual amb el nom American Challenge Cup, on el campió de l'any anterior s'enfrontaria al campió de l'any en curs.
- 1960 Bangu Atlético Clube ¹
- 1961 Dukla Praga ¹
- 1962 Dukla Praga
- 1963 Dukla Praga
- 1964 Dukla Praga
- 1965 Polonia Bytom

¹ campió automàtic

## MVP
- 1960 Ademir da Guia (Bangu)
- 1961 Válter Santos (Bangu)
- 1962 Carl Bogelein (Reutlingen)
- 1963 Bobby Moore (West Ham United)
- 1964 Gerhard Zebrowski (Werder Bremen)
- 1965 Uwe Schwart (New Yorkers)

## Equips participants
| Equips                     | Participacions               |
| -------------------------- | ---------------------------- |
| AEK Atenes                 | 1964                         |
| América RJ                 | 1962                         |
| EC Bahia                   | 1964                         |
| Bangu                      | 1960, 1961                   |
| Bayern de Múnic            | 1960                         |
| Os Belenenses              | 1962, 1963                   |
| Besiktas JK                | 1961                         |
| Blackburn Rovers           | 1964                         |
| Burnley FC                 | 1960                         |
| Club Deportivo Oro         | 1963                         |
| FC Dinamo Bucureşti        | 1961                         |
| Dinamo de Zagreb           | 1963                         |
| Dukla Praga                | 1961, 1962, 1963, 1964, 1965 |
| Dundee FC                  | 1962                         |
| IF Elfsborg                | 1962                         |
| RCD Espanyol               | 1961                         |
| Everton FC                 | 1961                         |
| Ferencvárosi TC            | 1965                         |
| Glenavon FC                | 1960                         |
| Górnik Zabrze              | 1963                         |
| Club Deportivo Guadalajara | 1962                         |
| Hajduk Split               | 1962                         |
| Hapoel Petah Tikva         | 1961                         |
| Helsingborgs IF            | 1963                         |
| Heart of Midlothian        | 1964                         |
| Karlsruher SC              | 1961                         |
| Kilmarnock FC              | 1960, 1961, 1963, 1965       |
| Lanerossi-Vicenza          | 1964                         |
| AC Mantova                 | 1963                         |
| AS Monaco                  | 1961                         |
| Montreal Concordia         | 1961                         |
| MTK Budapest               | 1962                         |
| OGC Nice                   | 1960                         |
| IFK Norrköping             | 1960                         |
| US Palermo                 | 1962                         |
| Panathinaikos FC           | 1962                         |
| Polonia Bytom              | 1965                         |
| Portuguesa                 | 1965                         |
| Preussen Munster           | 1963                         |
| SK Rapid Wien              | 1960, 1961                   |
| Reial Oviedo               | 1962                         |
| Reial Valladolid           | 1963                         |
| SSV Reutlingen             | 1962                         |
| Sport Recife               | 1963                         |
| Estrella Roja de Belgrad   | 1960, 1961, 1964             |
| UC Sampdoria               | 1960                         |
| Schwechater                | 1964                         |
| Shamrock Rovers            | 1961                         |
| Sporting CP                | 1960                         |
| TSV 1860 München           | 1965                         |
| Újpest FC                  | 1963                         |
| Valenciennes FC            | 1963                         |
| Varese Calcio              | 1965                         |
| Vitória Guimarães          | 1964                         |
| Wiener AC                  | 1962, 1963                   |
| Werder Bremen              | 1964                         |
| West Bromwich Albion       | 1965                         |
| West Ham United FC         | 1963, 1965                   |
| Zagłębie Sosnowiec         | 1964                         |